# André Fort
Pour l’article ayant un titre homophone, voir André Faure.
Pour les articles homonymes, voir Fort.
 (19 août 2025).
Le texte peut changer fréquemment, n’est peut-être pas à jour et peut manquer de recul. N’hésitez pas à participer, en veillant à citer vos sources.
André Fort, né le 20 septembre 1935 à Chalon-sur-Saône et mort le 19 août 2025, est un évêque catholique français, évêque émérite d'Orléans à compter de juillet 2010.

## Biographie

### Formation
Après avoir étudié à l'École nationale professionnelle de Chalon-sur-Saône et à la faculté des sciences de Dijon où il a obtenu une licence en sciences naturelles, André Fort est entré au séminaire d'Autun avant de poursuivre sa formation vers la prêtrise à Rome où il obtient une licence de théologie à l'Université pontificale grégorienne. Par la suite, il suivra l'enseignement de l'Institut de formation des éducateurs du clergé à Paris.

## Principaux ministères
Ordonné prêtre le 8 avril 1962 pour le diocèse d'Autun, son ministère a rapidement été orienté vers l'enseignement. Il est tout d'abord de 1962 à 1969 professeur au petit séminaire de Rimont, à Fley, et enseignant au lycée catholique de Chalon-sur-Saône (l'École de la Colombière), puis professeur de théologie au séminaire de Dijon dont il devient supérieur.
Après 4 ans comme curé à Mâcon de 1981 à 1984, il devient supérieur du séminaire de Paray-le-Monial et membre du conseil épiscopal jusqu'en 1995.
Nommé évêque coadjuteur de Perpignan le 18 février 1995, il est consacré évêque le 9 juillet de la même année. Il succède à Jean Chabbert le 16 janvier 1996. Il est transféré à Orléans le 28 novembre 2002.
Au sein de la Conférence des évêques de France, il a été membre de la Commission de la catéchèse et du catéchuménat et est actuellement membre du Conseil pour la communication.
Le pape Benoît XVI accepte sa démission pour limite d'âge le 27 juillet 2010 et nomme Jacques Blaquart pour lui succéder à Orléans.
Il meurt le 19 août 2025, âgé de 89 ans.

## Prises de position

### Sur le fait même de prendre position
« Les catholiques n'ont pas à imposer leur point de vue à la population, mais en revanche ils doivent faire entendre clairement leurs convictions » a-t-il déclaré en janvier 2008.
« Je sais, bien évidemment, qu'en prenant publiquement position, j'aurai des gens pour approuver et d'autres pour protester. Mais (…) c'est mon devoir de manifester clairement mon désaccord ».

### Sur l'avortement
En 2008, il soutient publiquement la 4e Marche pour la vie, manifestation pro-vie qui s'est déroulé à Paris le 20 janvier 2008. Il encourage « tous ceux qui se préoccupent de la banalisation et de la multiplication des avortements ainsi que de la réduction à l'état d'objet de l'être humain dans les premières étapes de la vie ».
« En tant qu'évêque, ça fait partie de ma mission, je m'inscris totalement dans « la civilisation face à la culture de mort » que défendait le pape Jean-Paul II. Je voudrais que l'on soit vigilant ; il faut distinguer la contraception de l'avortement. Il suffit de considérer que chacune et chacun de nous n'est actuellement vivant que parce qu'il a bénéficié d'un accueil et d'un respect absolu dès les tout premiers instants de son existence ».

### Sur l'année de la solidarité
Dans un message donné en novembre 2007 à l'occasion de l'année 2007-2008 de la solidarité, il invite chacun à s'impliquer « dans une démarche personnelle pour venir en aide aux gens de son immeuble, de son quartier, dont il connaît les épreuves ».

### Sur la levée de l'excommunication des évêques lefebvristes
André Fort accueille positivement la levée de l'excommunication tout en précisant que « cette réconciliation ne pourra se faire que dans le respect mutuel, la fidélité commune à l’authentique Tradition de l’Église dans laquelle s’inscrit l’enseignement du Concile Vatican II » et en demandant la condamnation des propos négationnistes de Williamson. 
Il a par ailleurs rejoint un Comité de soutien d'une pétition de soutien à Benoît XVI.

### Sur l'efficacité du préservatif dans la lutte contre le SIDA
Dans la suite de la polémique issue des propos du pape Benoît XVI considérant que la seule distribution des préservatifs ne peut répondre à la pandémie du SIDA, le vendredi 27 mars sur les ondes de la radio France Bleu Orléans, André Fort prend position en indiquant que, selon lui, il est faux de dire, vu la taille de ce virus, que le préservatif protège à 100 % du SIDA.
Dès midi, dans un communiqué publié sur le site du diocèse, il admet « avoir commis l’erreur de parler de questions posées dans des études antérieures sur la perméabilité du préservatif. Il prend acte des déclarations expertes des spécialistes qui attribuent ces échecs à d’autres causes ». Il indique s'être appuyé sur : « un article publié le 22 mars par un quotidien national qui informait d’une étude précisant que le préservatif n’était fiable qu’à 97 % dans les meilleures conditions d’utilisation et à 87 % dans les conditions communes telles qu'elles se présentent en Afrique ».
Il a toutefois réaffirmé sa conviction selon laquelle le préservatif ne pouvait pas être la solution-miracle pour combattre le SIDA.

## Condamnation judiciaire
En 2016, trois victimes de l'abbé Pierre de Castelet, ancien aumônier des scouts d'Europe et curé de Lorris, portent plainte contre l'ancien évêque d'Orléans pour non dénonciation d'agression sexuelle sur mineur. Leur plainte est classée en raison du délai de prescription, l'affaire ayant eu lieu en juillet 1993, et André Fort est seulement entendu comme témoin assisté.
En juin 2017, il est mis en examen par le procureur de la république d'Orléans pour non dénonciation d'actes pédophiles. C'est le premier évêque poursuivi pour ces faits depuis Pierre Pican.
En juin 2018, André Fort est renvoyé en correctionnelle pour ces faits. Le 22 novembre suivant, il est condamné à huit mois de prison avec sursis pour non-dénonciation d'actes pédophiles.